# Anders Nyholm
Anders Nyholm (født 30. marts 1982 i Roskilde) er en dansk olympisk sejler, som deltog i sommer OL i Athen i 2004, og Beijing i 2008. I år 2004 fik han en fjerdeplads ved EM og kom på en 11. plads ved VM, som begge var opnået i laserjolle. 